# Eréndira Jiménez Montiel
Eréndira Elsa Carlota Jiménez Montiel  (26 de abril de 1969 en Tlaxcala, Tlaxcala, México) es una política tlaxcalteca y, activista en favor de los Derechos Humanos de las Mujeres y otros grupos en condición de vulnerabilidad. Cirujano Dentista por la Universidad Autónoma de Tlaxcala, es Maestra en Gobierno Gestión y Democracia por el Colegio de Tlaxcala A.C.

## Reseña biográfica
Se ha desempeñado como: Responsable del Centro Estatal de Atención a los Contagiados del Síndrome de Inmunodeficiencia Adquirida; Secretaría Privada del Gobernador de Tlaxcala; Delegada de la Procuraduría Federal del Consumidor en Tlaxcala; Diputada Local en la LXI Legislatura del Congreso del Estado de Tlaxcala; Representante en Tlaxcala de la Asociación Civil “Nosotrxs por la Democracia” y, Candidata al Gobierno de Estado de Tlaxcala por Movimiento Ciudadano en 2021.
El 26 de febrero de 2021 la Dirigencia Nacional del Partido Movimiento Ciudadano la seleccionó mediante designación directa como candidata para la Gubernatura del Estado de Tlaxcala para las Elecciones Estatales de Tlaxcala de 2021.

## Distinciones
Diputada Local en la LXI Legislatura del Congreso del Estado de Tlaxcala